# Acid3
Acid3 è un test con cui è possibile verificare l'aderenza di un browser a determinati standard web (alcuni dei quali non ancora definitivi, come CSS3).
È stato sviluppato a partire dall'aprile 2007 e diffuso il 3 marzo 2008. Il suo creatore è Ian Hickson, creatore anche dell'Acid2 test.
L'obiettivo principale dell'Acid2 test erano i Cascading Style Sheets mentre in questa terza versione dell'Acid test l'obiettivo si è spostato sulle nuove tecnologie Web 2.0 come ECMAScript, DOM Level 2, Scalable Vector Graphics, XML e data: URIs.
Durante l'esecuzione del test, viene visualizzato un contatore con 6 rettangoli colorati sullo sfondo.
La percentuale visualizzata è basata sul numero dei sotto-test passati dal browser.

## Il test
Acid3 è una suite di test, scritta in JavaScript, composta da 100 sottotest suddivisi in sei gruppi chiamati "buckets", più quattro test speciali (0, 97, 98, e 99).
- Bucket 1: DOM Traversal, DOM Range, HTTP
- Bucket 2: DOM2 Core and DOM2 Events
- Bucket 3: DOM2 Views, DOM2 Style, CSS 3 selectors and  Media Queries.
- Bucket 4: Behavior of HTML tables and forms when manipulated by script and DOM2 HTML
- Bucket 5: Tests from the Acid3 Competition (SVG, HTML, SMIL, Unicode...)
- Bucket 6: ECMAScript

Il test descrive la sua aderenza agli standard con questa breve descrizione:
Al fine di visualizzare perfettamente il test, sono richieste due tecnologie aggiuntive:
- CSS 3 Text Shadows, su w3.org.
- CSS 2.x Downloadable Fonts, su w3.org.

Quest'ultima viene implementata con un carattere chiamato "AcidAhemTest".
Questo carattere, se applicato correttamente dal browser, dovrebbe coprire il quadrato rosso in alto a destra con uno di colore bianco, di conseguenza invisibile.
In aggiunta a questo, il codice utilizza anche delle Base64 encoded images, diversi selettori CSS3 avanzati e CSS3 color values.

### Sviluppo e impatto
Come riportato precedentemente, Ian Hickson iniziò la creazione del test nell'aprile del 2007 procedendo lentamente.
Nel dicembre 2007 il lavoro ricominciò e ricevette una public attention il 10 gennaio 2008.
I seguenti sviluppatori hanno collaborato allo sviluppo del test:
- Sylvain Pasche. Test 66-67 (DOM).
- David Chan. Test 68 (UTF-16).
- Simon Pieters and Anne van Kesteren. Test 71: HTML parsing.
- Jonas Sicking and Garret Smith. Test 72: dynamic modification of style blocks' text nodes.
- Jonas Sicking. Test 73: Nested events.
- Erik Dahlstrom. Test 74-78: SVG and SMIL.
- Cameron McCormack. Test 79: SVG fonts.

L'impatto di questo nuovo test con lo sviluppo dei browser attuali è stato drammatico, già prima della sua diffusione pubblica.
WebKit in particolare è stato artefice di un notevole progresso; in meno di un mese il suo punteggio è passato da 60 a 87.
L'annuncio del completamento del test non significa che questo non possa essere soggetto a cambiamenti. Qualora gli sviluppatori dei browser trovino, nel cercare di correggere i propri bug, degli errori nel test, quest'ultimo potrà essere cambiato. Il test deve essere considerato "sufficientemente stabile" per l'uso. Una guida ed un commento saranno prodotti nel giro di pochi mesi.
Il 17 settembre 2011 il test è stato modificato rimuovendo il controllo degli SVG fonts e delle animazioni SMIL SVG, cosicché potessero passare completamente il test sia Firefox 4 e successivi (che non supporta gli SVG font), sia Internet Explorer 9 (che non supporta entrambi).

## Conformità dei browser
La prima release ufficiale di browser in grado di passare il test con un punteggio di 100/100 è stata Safari 4, messo in commercio da Apple l'8 giugno 2009. A questo browser hanno fatto seguito le release ufficiali di Google Chrome 2.0 (disponibile però solo per la piattaforma Windows), Opera 10 e altri browser di nicchia come Midori ed Epiphany.
Come detto, alla sua prima diffusione il test fallì in tutti i browser disponibili sul mercato. Durante l'esecuzione del test, è possibile cliccare sulla lettera maiuscola "A" della parola Acid3 per visualizzare una spiegazione su quali sottotest siano falliti, ed il relativo messaggio di errore. I browser che hanno mostrato le prestazioni peggiori sono Internet Explorer 7 e Internet Explorer 8, con un punteggio rispettivamente di 13/100 e 20/100.

### In fase di sviluppo
Il team di sviluppo di WebKit, usato in Safari, ha aggiunto un tracking bug per Acid3 test. Anche il team che si occupa dello sviluppo di Gecko, il motore grafico usato in Mozilla Firefox, ha un proprio Acid3 tracking bug.
Il tracking bug per Konqueror venne inserito il 30 gennaio 2008.

### I punteggi dei browser
Di seguito sono elencati i punteggi dei browser più popolari (i punteggi inferiori a 100/100 non sono aggiornati all'ultima modifica del test)
| Browser           | Versione             | Punteggio                        | Screenshot |
| ----------------- | -------------------- | -------------------------------- | ---------- |
| Safari            | 4.0                  | 100/100                          |            |
| Safari            | 3.1                  | 75/100                           |            |
| Safari            | 3.0                  | 39/100                           |            |
| Opera             | 10.0                 | 100/100                          |            |
| Opera             | 9.6                  | 85/100                           |            |
| Opera             | 9.5                  | 83/100                           |            |
| Opera             | 9.25                 | 46/100                           |            |
| Google Chrome     | 3.0 e successivi     | 100/100                          |            |
| Google Chrome     | 2.0                  | 100/100 (linktest failed)        |            |
| Google Chrome     | 1.0                  | 79/100                           |            |
| uzbl              | 0.0.0-git.20100105-1 | 100/100                          |            |
| Midori            | 0.2.1                | 100/100                          |            |
| Epiphany          | 2.28                 | 100/100                          |            |
| iCab              | 4.7                  | 100/100                          |            |
| iCab              | 3.0.5                | 33/100                           |            |
| Omniweb           | 5.10.1               | 100/100                          |            |
| Safari Mobile     | 3.1                  | 100/100                          |            |
| Safari Mobile     | 3.0                  | 97/100                           |            |
| Arora             | 0.10.1               | 100/100 (Linktest Failed)        |            |
| SeaMonkey         | almeno dalla 2.33.1  | 100/100                          |            |
| SeaMonkey         | 2.0                  | 93/100                           |            |
| Netscape          | 9.0                  | 52/100                           |            |
| Firefox           | 4.0 e successivi     | 100/100                          |            |
| Firefox           | 3.6                  | 94/100                           |            |
| Firefox           | 3.5                  | 93/100                           |            |
| Firefox           | 3.0                  | 72/100                           |            |
| Firefox           | 2.0                  | 52/100                           |            |
| Firefox           | 1.0                  | 34/100                           |            |
| Konqueror         | 4.10.2               | 91/100                           |            |
| Konqueror         | 4.3                  | 89/100                           |            |
| K-Meleon          | 74                   | 100/100 (rendering non corretto) |            |
| Shiira            | 2.2                  | 74/100                           |            |
| Camino            | 2.0                  | 72/100                           |            |
| Camino            | 1.6                  | 53/100                           |            |
| Internet Explorer | 10.0 e successivi    | 100/100                          |            |
| Internet Explorer | 9.0                  | 100/100 (rendering non corretto) |            |
| Internet Explorer | 8.0                  | 20/100                           |            |
| Internet Explorer | 7.0                  | 14/100                           |            |
| Internet Explorer | 6.0                  | 0/100                            |            |
| Internet Explorer | 5.2                  | 0/100                            |            |

## Prossimi test (Acid4 etc.)
Non si prevede lo sviluppo di nuovi test, poiché il 1º marzo 2013 il gruppo ha chiuso le proprie attività.